# Abiotrofia cerebelosa
La Abiotrofia Cerebelosa (Cerebellar Abiotrophy) también conocido como Abiodistofia Cerebelosa, Atrofia Cerebelosa y Ataxia Cerebelosa, o C.A., es un enfermedad neurológica autosómica recesiva y monogénica (un gen). 

## Razas afectadas
Abiotrofia Cerebelosa es una condición neurológica que afecta a ciertas razas en particular, durante los primeros años de vida. Se encuentran en el caballo de pura raza árabe y sus cruces, el caballo miniatura americana, el poni Gotland y posiblemente el Oldenburg. También existe en algunas razas de los perros, los gatos y varias razas de bovinos, ovejas y el cerdo de Yorkshire.

## Modo de herencia

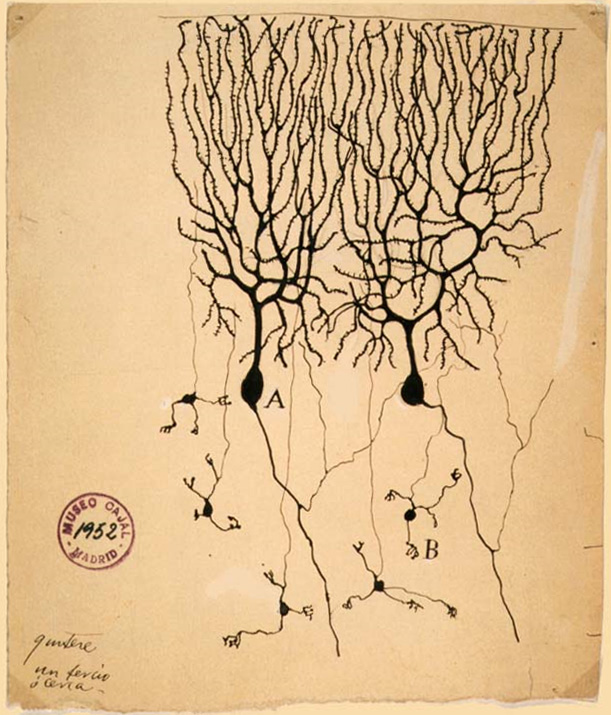
Un dibujo de las células de Purkinje (A) y las células granulares (B).

Es una enfermedad hereditaria producida por la mutación o alteración en la secuencia de ADN de un solo gen. Para que la enfermedad se manifieste, se necesitan dos copias del gen mutado en el genoma del ejemplar afectado, cuyos padres normalmente no padecen la enfermedad, pero portan cada uno, una sola copia del gen mutado, por lo que pueden transmitirlo a la descendencia. La probabilidad de tener una progenie afectado por una enfermedad autosómica recesiva entre un caballo semental y una yegua, portadores de una sola copia del gen mutado (que no manifiestan la enfermedad) es de un 25%. O uno de cada cuatro cruces del mismo caballo con la misma yegua.
En genética el término gen recesivo es aplicado al miembro de un par alélico imposibilitado de manifestarse cuando el alelo dominante está presente. Para que este alelo se observe en el genotipo, el organismo debe poseer dos copias del mismo, provenientes uno de la madre y otro del padre. Un alelo es la localización espacial de un gen en un cromosoma. Al ser la mayoría de los mamíferos diploides se poseen dos alelos de cada gen. Cada par de alelo se ubica en igual loci o lugar.

## Morfológica
El cerebelo (del latín "cerebro pequeño"; PNA: cerebellum) es una región del encéfalo cuya función principal es la de integrar las vías sensitivas y las vías motoras. Existe una gran cantidad de haces nerviosos que conectan el cerebelo con otras estructuras encefálicas y con la médula espinal. El cerebelo integra toda la información recibida para precisar y controlar las órdenes que la corteza cerebral manda al aparato locomotor a través de las vías motoras. Por ello, lesiones a nivel del cerebelo no suelen causar parálisis pero sí desórdenes relacionados con la ejecución de movimientos precisos, mantenimiento del equilibrio y la postura y aprendizaje motor. 
En la corteza cerebelosa, de profundo a superficial, podemos distinguir las siguientes capas: 
1. Capa de células granulares.
2. Capa media o de células de Purkinje.
3. Capa molecular o plexiforme.

Las neuronas principales son las células de Purkinje cuya disposición, forma y tamaño son homogéneos en toda la corteza cerebelosa. Las células de Purkinje envían proyecciones inhibidoras hacia el núcleo cerebelar profundo, y constituyen la única salida de toda la coordinación motriz en la corteza cerebelar.

## Signos neurológicos

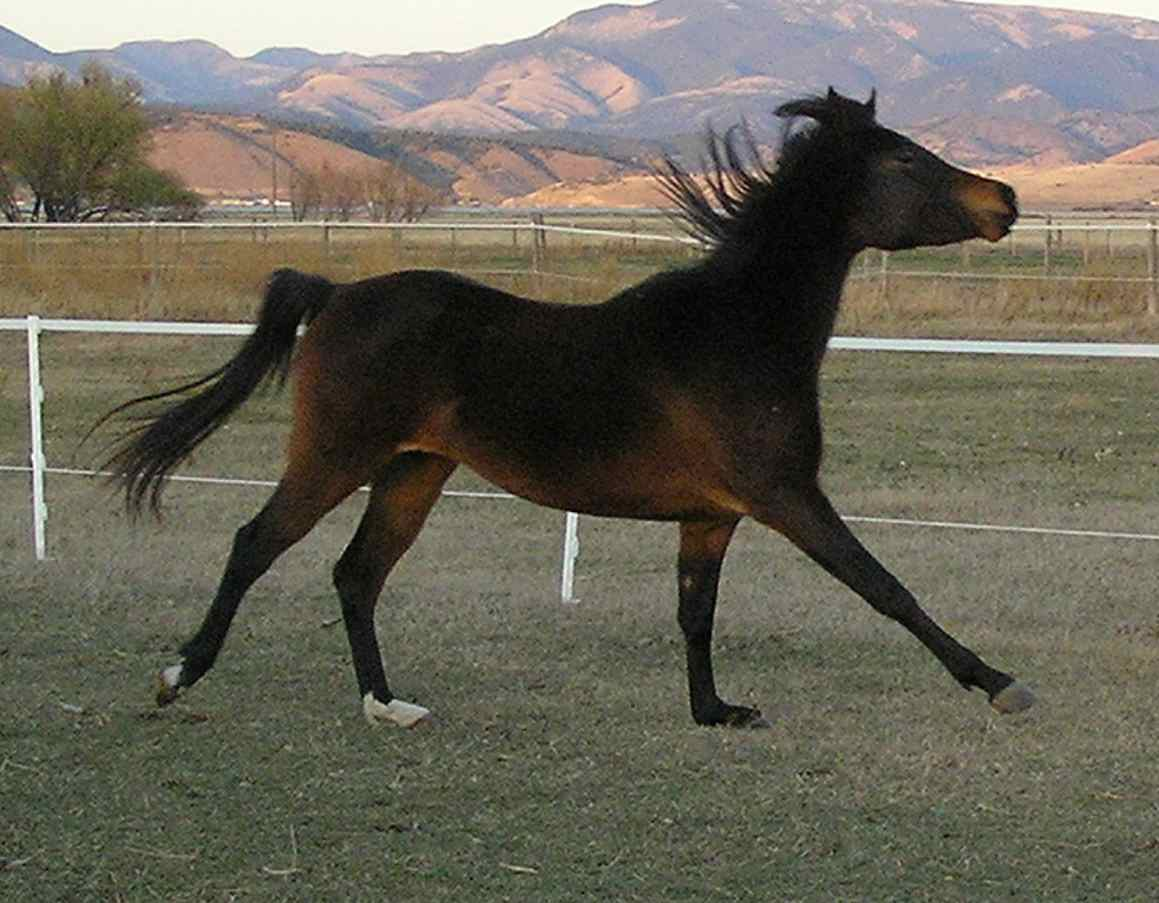
Potra afectada de dos años. Notar la rigidez en el brazo extendido.

Si las células de Purkinje están dañadas por un alelo mutante, se producirán los síntomas de ataxia con una acción hipermétrica, temblores de cabeza, dismetría falta de la percepción espacial y distancia, y en muchos casos la falta de una reacción ocular amenazada, parpadear los ojos con la rapidez normal. Además, si el equino se levanta de piernas, se cayera de espaldas o de un lado. Estos signos clínicos y la disminución de las células de Purkinje pertenecen únicamente al Abiotrofia Cerebelosa. Su análisis definitivo es por una autopsia neurológica. Mucha gente lo confunde con el síndrome de Wobbler, lo cual es una enfermedad de la espina dorsal apretada o de dieta y tendrán sus recursos. 
Si un potro o una potra está afectado por Abiotrofia Cerebelosa, al nacer y más bien después de unos meses tendrá estos síntomas del cabeceo y la falta de coordinación de los miembros (más bien de los brazos) que aumenta con el paso del tiempo. En reposo los potros y las potras y los adultos suelen colocarse con los brazos puestos hacia los lados con las piernas y los corvejones casi tocándose.

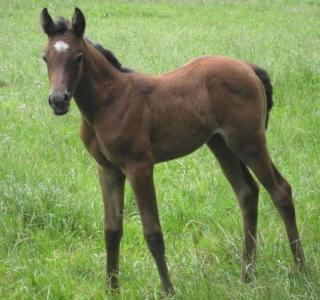
Potrilla afectada a la edad del destete.

Esta condición está causada por la degeneración de las células de Purkinje. Normalmente se puede ver los síntomas antes de los seis meses. Con los casos ligeros hay unos casos sin el reconocimiento hasta los tres años y aún más, pendiente del manejo del caballo afectado. 
No existe ningún tratamiento. 
Los animales no sirven para el trabajo por su falta del equilibrio. Es posible que tengan accidentes a menudo, unos golpes a la cabeza, y caídas frecuentes. Los equinos afectados pueden ser peligrosos a ellos mismos y a sus domadores. Los caballos afectados llevan los dos genes mutantes y por eso no deben ser utilizados por la cría; todos los productos serían portadores genéticos. 
- Ataxia: Imprecisión en la velocidad, fuerza y distancia en los movimientos, especialmente de los extremidades anteriores

- Temblores de cabeza: oscilación involuntaria de los movimientos de la cabeza, al intentar un movimiento preciso de alcance o cuando el animal está sometido al estrés.

- Dismetria: se excede o es corto en sus movimientos, más visto en las extremidades anteriores.

- Disdiadococinecia o Adiadococinecia: Incapacidad para realizar movimientos alternativos. El caballo no podrá caminar en círculos pequeños sin dificultad ni podrá caminar al revés.

## Investigación sobre Abiotrofia Cerebelosa
La Abiotrofia Cerebelosa existe en todas las familias de la pura raza árabe, no importa si pertenecen a Español, Polaco, Ruso, Egipto, Crabbet o American árabe o Doméstico. Más muestras de ADN son indispensables para averiguar el gen mutante y producir una prueba clínica con un análisis como existe ahora para la Inmunodeficiencia combinada severa (SCID). Las investigaciones genéticas al día sobre Abiotrofia Cerebelosa en los caballos de pura raza árabe y sus cruces se encuentran en los universidades siguientes:
- Testing (EU): Dr. Van Haeringen Laboratorium b.v.- Holanda (NL2) (enlace roto disponible en Internet Archive; véase el historial, la primera versión y la última).
- Testing (USA): Veterinary Genetics Laboratory (VGL), UC Davis, California Dr. Cecilia Torres Penedo

## Videos disponibles
- Potrillo de dos meses con Abiotrofia Cerebelosa

- Potra de dos años con Abiotrofia Cerebelosa